# Шашево
Шашево (хрв. Šaševo) је насељено место у општини Чађавица, Вировитичко-подравска жупанија, Хрватска.

## Историја
До територијалне реорганизације у Хрватској било је у саставу старе општине Подравска Слатина.

## Становништво
У попису становништва из 2011. године, Шашево је имало 114 становника.
| Број становника према пописима | Број становника према пописима | Број становника према пописима | Број становника према пописима | Број становника према пописима | Број становника према пописима | Број становника према пописима | Број становника према пописима | Број становника према пописима | Број становника према пописима | Број становника према пописима | Број становника према пописима | Број становника према пописима | Број становника према пописима | Број становника према пописима | Број становника према пописима |
| ------------------------------ | ------------------------------ | ------------------------------ | ------------------------------ | ------------------------------ | ------------------------------ | ------------------------------ | ------------------------------ | ------------------------------ | ------------------------------ | ------------------------------ | ------------------------------ | ------------------------------ | ------------------------------ | ------------------------------ | ------------------------------ |
| 1857                           | 1869                           | 1880                           | 1890                           | 1900                           | 1910                           | 1921                           | 1931                           | 1948                           | 1953                           | 1961                           | 1971                           | 1981                           | 1991                           | 2001                           | 2011                           |
| 0                              | 0                              | 0                              | 0                              | 0                              | 0                              | 0                              | 165                            | 137                            | 159                            | 165                            | 137                            | 135                            | 132                            | 109                            | 114                            |

Напомена: Године 1931. исказује се као део насеља, а као насеље од 1948. године.

### Попис1991.
У попису становништва из 1991. године, Шашево је имало 132 становника, следећег националног састава:
| Попис 1991.‍  | Попис 1991.‍  | Попис 1991.‍ | Попис 1991.‍ | Попис 1991.‍ |
| ------------ | ------------ | ----------- | ----------- | ----------- |
|              |              |             |             |             |
| Хрвати       | Хрвати       |             | 116         | 87,87%      |
| Срби         | Срби         |             | 10          | 7,57%       |
| Чеси         | Чеси         |             | 1           | 0,75%       |
| Југословени  | Југословени  |             | 1           | 0,75%       |
| неопредељени | неопредељени |             | 2           | 1,51%       |
| непознато    | непознато    |             | 2           | 1,51%       |
| укупно: 132  |              |             |             |             |